# البراح الغسانية
البراح الغسانية والدة عتوارة بن عامر بن ليث ابن كنانة بن خزيمة. ذكرها ابن الكلبي في الجمهرة.